# Craig Noone
Craig Noone (Kirkby, 17 novembre 1987) è un ex calciatore inglese, di ruolo centrocampista.
Conta quasi 300 presenze nella seconda divisione inglese e 17 nella Premier League.

## Carriera
Dopo diverse esperienze in Inghilterra (tra Premier League e Championship) ed in Australia al Melbourne City, il 10 luglio si trasferisce al Macarthur FC.. Il 27 ottobre dopo essere stato svincolato decise di ritirarsi.

## Palmarès

### Competizioni nazionali
- Premier's Plate: 1

Melbourne City: 2020-2021
- FFA Cup: 1

Macarthur: 2022